# Паук (рассказ)
«Паук» (нем. Die Spinne) — мистический рассказ Ганса Гейнца Эверса, написанный в 1908 году во французском Ольте и опубликованный в авторском сборнике «Одержимые» (нем. Die Besessenen) в том же году. Эверс описывает развитие опасных отношений между демонической искусительницей и студентом-медиком, наблюдающим за ней из окна в течение трёх недель.

## Сюжет
В гостинице «Стевенс», расположенной на улице Альфреда Стевенса, 6 и принадлежащей госпоже Дюбоннэ, в комнате под номером 7 за три недели подряд — каждую пятницу — трое жильцов подряд совершают самоубийство. Все трое повесились на крючке, торчащем из перекладины окна, на красном шнурке, стоя при этом на полу на коленях. Рядом со всеми висельниками был замечен чёрный паук с фиолетовыми пятнами. После этих самоубийств из гостиницы уезжают все постояльцы. В освободившийся номер 7 заселяется студент-медик Ришар Бракемон.
Почти весь рассказ занимает дневник Бракемона, в который он почти каждый день записывает всё, что происходит с ним. Первая запись датируется 28 февраля — это был понедельник. Бракемон заявляет неназванному инспектору полиции, который расследует самоубийства в гостинице, о том, что у него есть «план действий», ради исполнения которого он ссылается на Откровение Иоанна Богослова — и ему, в отличие от всех остальных, инспектор не отказывает. Инспектор приказывает госпоже Дюбоннэ полностью содержать Бракемона.
В окне дома, стоящего через улицу напротив гостиницы, Бракемон замечает незнакомку, которую он называет Кларимондой. Он считает её причиной, по которой несмотря ни на что не хочет съезжать с комнаты. Кларимонда занимается прядением, но со временем начинает заигрывать с Бракемоном: она неотрывно смотрит на него из окна и повторяет все его действия. Оставшаяся часть её квартиры заполнена непроглядной тьмой, из-за которой Бракемон не решается навестить Кларимонду. Кларимонда всегда одета в одно и то же чёрное платье в большие фиолетовые пятна и чёрные перчатки.
Со временем Бракемон привязывается к Кларимонде и понимает, что влюблён в неё. Он забрасывает свои занятия и целыми днями только и делает, что стоит напротив окна и «играет» с Кларимондой — совершает различные действия, которые она в точности повторяет, как только замечает. При этом инспектор полиции регулярно названивает Бракемону, что раздражает его. Однако один раз Бракемон сам звонит инспектору и просит его прийти — после чего на следующий день они вместе гуляют по городу, что временно помогает Бракемону избавиться от его состояния навязчивой боязни.
В четверг 24 марта, в предпоследний день записей, Бракемон осознаёт, что это не он «играет» с Кларимондой, а она манипулирует им. Он убеждается в этом после того, как во время очередной «игры» он не сделал ни одного запланированного заранее движения, а только повторял всё за Кларимондой. В последний день записей — в пятницу 25 марта — Кларимонда сначала приказывает Бракемону перерезать провод от телефона, чему тот долго сопротивляется, но в конечном итоге делает; затем Кларимонда приказывает Бракемону повеситься точно таким же образом, как и трое жильцов комнаты до него.
В финале инспектор, не сумевший дозвониться до Бракемона, врывается в номер к студенту и находит его повешенным в точно такой же позе, как и трое жильцов комнаты до него. Рядом с трупом студента вновь обнаруживают чёрного паука с фиолетовыми пятнами. Найдя и прочитав дневник Бракемона, инспектор выходит осведомиться в дом напротив гостиницы, где узнаёт, что квартира, в которой жила Кларимонда, пустует уже несколько месяцев и никто не решается заселиться в неё.

## Создание

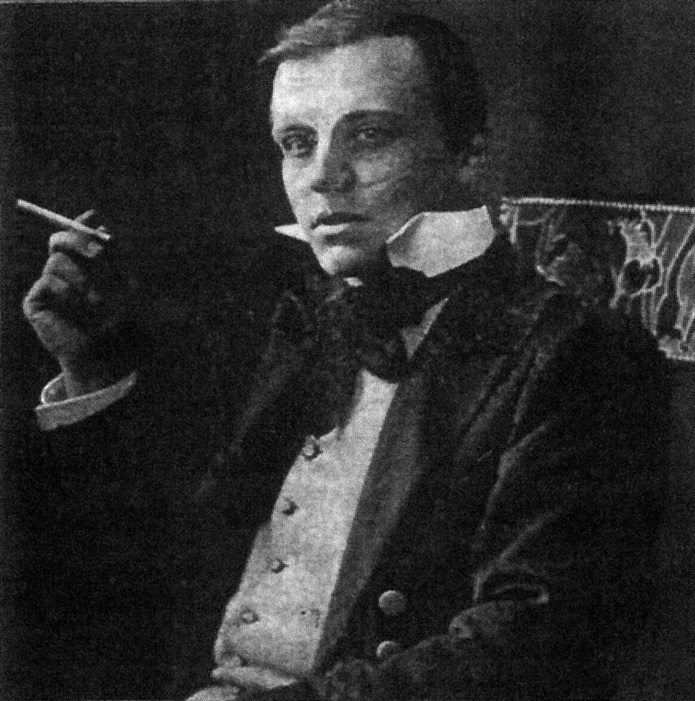
Ганс Гейнц Эверс

После пребывания в Южной Америке Эверс на корабле через Мадейру и Лиссабон отправился в Булонь-сюр-Мер, куда он прибыл 31 мая 1908 года. Оттуда писатель через Париж поехал в департамент Сомма. С 12 июня 1908 года он проживал на вилле Сюзи в Буа-де-Сиз и работал над своим сборником рассказов «Одержимые», в который вошли его самые известные рассказы. После завершения работы над рассказами «Последняя воля Станиславы д’Асп» и «Шкатулка для игральных марок» Эверс начал писать «Паука». Подобно его рассказу «Соус из томатов» 1905 года, многие читатели поначалу принимали этот рассказ за документальный отчёт из-за его дневниковой структуры и документальной подачи.

## Обвинения в плагиате
Вскоре после публикации «Паука» Эверса обвинили в плагиате. Авторы писем в редакцию утверждали, что Эверс позаимствовал сюжет у французских писателей середины XIX века, публиковавшихся под творческим псевдонимом Эркман-Шатриан. Автор отреагировал на обвинения, заявив, что не прочёл ни строчки французских писателей и что между своим произведением и рассказом Эркман-Шатриана он не видит ничего общего. На страницах Berliner Tageblatt в защиту Эверса выступили Франц Заврель (которому посвящён рассказ Эверса) и Хофрата Ханель, профессор немецкого права в Пражском университете: якобы именно Заврель поведал писателю о жуткой череде самоубийств, о которой он узнал от Ханеля и которая якобы действительно произошла в Париже в 1866 году.
Рассказ Эркманна-Шатриана, о котором идёт речь — это «Невидимое око, или Гостиница трёх повешенных» (фр. L’Oeil invisible, 1857) из сборника «Народные и рейнские рассказы» (фр. Contes populaires). В новелле повествуется о старой ведьме, которая обладает даром сглаза. Ведьма заставляет троих жильцов повеситься. Нищий художник, который живёт на чердаке через улицу, наблюдая за происходящим, раскрывает замысел старухи, причём, в отличие от героя Эверса, заставляет её убить себя собственным методом.
Биограф Эверса Вильфрид Кугель ставит под сомнение его незнакомство с «Невидимым оком»: народные сказки Эркмана-Шатриана часто использовались в качестве материала для уроков французского и, возможно, переводились на немецкий юным Эверсом. По мнению современного литературоведа Рейна А. Зондергельда, Эверс при создании рассказа ориентировался именно на произведение Эркмана-Шатриана.
В то время как Эверс рассказывает об очаровательной роковой женщине, жертвами которой становятся мужчины, французские писатели повествуют о старой ведьме. В обеих историях три загадочных самоубийства происходят до начала основного сюжета; и ведьма, и Кларимонда влияют на своих жертв через зрительный контакт из окна. Даже если считать всё это случайным совпадением, для Вильфрида Кугеля очевидна параллель с символичностью «Паука». Художник в рассказе наблюдает, как ведьма, которая, подобно Кларимонде, сидит за прялкой и прядёт, ловит муху и отправляет её в паутину с таким большим пауком, что он виден даже из окна напротив. Эверс обращается к этому же мотиву, используя его как «символический сюжет», который писатель расширяет, подчёркивая поведение самок паукообразных, часто наблюдаемое в природе.
Для литературного критика Томаса Вёртхе различия между двумя историями перевешивают их сходства. Действие первой истории происходит в стилизованном и «гофмановском» Нюрнберге, а сюжет Эверса — в столичном Париже. У него череда смертей с «тремя последовательными пятницами» показывает чёткую закономерность, он отрекается от «кукольной магии», суеверий и победоносной борьбы добра со злом. Если старуха с ужасным выражением лица, согнутой спиной и заострённым подбородком напоминает ведьму из сказки «Гензель и Гретель» или старуху с яблоками из повести Гофмана «Золотой горшок», то Кларимонда с узким бледным лицом и затенёнными веками — прототип узнаваемого образа вампира.

## Интерпретации
Ещё одним источником вдохновения для Эверса, по мнению Зондергельда, мог стать рассказ 1836 года «Любовь мёртвой красавицы» Теофиля Готье, которую Зондергельд оценил как «первую по-настоящему убедительную историю о вампирах в мировой литературе», подчёркивающую эротический аспект мифа о вампирах. В рассказе Готье престарелый священник влюбляется в красивую куртизанку по имени Кларимонда, оказавшуюся кровососом, убивающим своих любовников. Михаэль Сенневальд, автор книги об Эверсе, вспоминает также поэму «Ламия» Джона Китса, где змея превращается в соблазнительную девушку и убивает мужчину в первую ночь их любви. Как объясняет Томас Вёртхе, множеством появлений паука Эверс создаёт именно ту неопределённость, которая обозначает суть фантастического. Это напоминает историю Готье и указывает на параллели с его работой. Помимо имени Кларимонда, у Эверса можно найти некоторые внешние описательные сходства. У вампира Готье «аристократические изящные руки с длинными ногтями и прозрачной белизной».
Хотя в рассказе Эркмана-Шатриана есть сверхъестественные элементы, Вёртхе, в отличие от рассказа Эверса, не относит его к фантастической литературе. С другой стороны, текст Эверса, он классифицирует как фантастический из-за «взаимной двусмысленности двух повествовательных линий» (дневника и анонимного рассказчика). При этом он руководствуется минималистской теорией фантастического, восходящей к Цветану Тодорову. Согласно Тодорову, о фантастическом можно говорить только в том случае, когда вопрос, естественное или сверхъестественное перед нами событие, остаётся открытым. Как только событие может быть объявлено «естественным», оно классифицируется как жуткое; с другой стороны, если оно сверхъестественно, то его можно назвать чудом. Определение Тодорова подвергалось критике как Зондергельдом, так и известным писателем-фантастом Станиславом Лемом, поскольку оно настолько сужает понятие фантастического, что само исчезает.
В тексте Эверса паук не только символизирует всемогущую женщину, обладающую чем-то загадочным и опасным для автора, что он сам обозначил как Лилит, но и связывает реальность с фантастикой. Во вступлении рассказчик повествует о большом чёрном пауке, которого видели на двух трупах, а в конце шокирован видом раздавленного паука во рту студента-медика. Фиолетовые пятна в окраске паука напоминают платье Кларимонды.

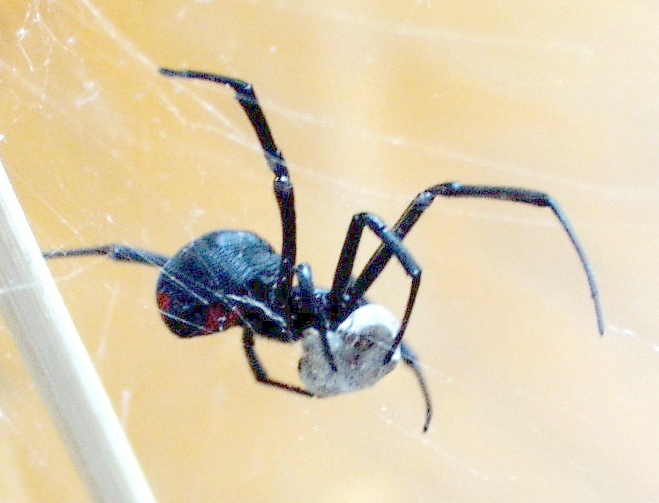
Самка паука с добычей

По ходу развития роковых отношений, Ришар Бракемон однажды наблюдает, как к самке крестовика осторожно подбирается гораздо меньший по размерам самец, и та, наконец, подпускает его к себе. После спаривания самец пытается убежать, но самка настигает его и тащит в центр своей сети, опутывает паутиной и высасывает досуха, а затем выбрасывает из сети «жалкий, неузнаваемый комочек, состоящий из лапок и кожи». Эта сцена позже приобретает значение для самого Бракемона, хотя в момент её созерцания он думает: «Вот какова любовь у этих созданий; я рад, что я не юноша-паук». В своём дневнике студент снова поднимает эту тему незадолго до самоубийства: «Мне кажется, будто я бегом описываю большой круг вокруг неё, иногда немного приближаюсь, потом опять отступаю, бегу далее, подвигаюсь вперёд и снова быстро отодвигаюсь назад. Пока, наконец, — и это я знаю наверно, — я всё-таки должен буду приблизиться к ней».
Именно потому, что он просто придерживается объективного аналитического взгляда на мир, подозревая возможные опасности, но затем, отвергая их как абсурдные, вихрь продолжает тянуть его за собой. Тот факт, что он не может избежать этого как врач и учёный, показывает, что типично для жанра, насколько трудно главному герою защитить себя от влияния сверхъестественного. Студент-медик больше не может бежать — он уже слишком запутался в «липкой сети паутины» и наслаждается мурашками унижения и обречённости. В дневник он пишет: «Но я не этого опасаюсь. О, нет — это прекрасно, это превосходно». Для Михаэля Сенневальда это не гипноз, а эротическое влечение, исходящее от всемогущей женщины. У Ришара Бракемона любовь и смерть сочетаются в мазохистском экстазе счастья. Имитация удушения — это извращённый символический союз с возлюбленной. Незадолго до своего конца ему вдруг становится ясно, что он стал жертвой демонической иллюзии, и в последнем рефлекторном приливе сил он убивает паука, тем самым увлекая чародейку за собой в бездну.

## Отзывы и влияние
Г. Ф. Лавкрафт позаимствовал некоторые элементы этой истории для своего последнего завершённого рассказа «Обитающий во мраке» и описал, как его герой писатель Роберт Блейк вызвал жуткое существо из глубин космоса, став его жертвой. Подобно Ришару Бракемону в рассказе Эверса, писатель Блейк переносит свои переживания в дневник, который рассказчик представляет читателю, он в отчаянии записывает своё имя в конце и умирает с искажённым от ужаса лицом. В статье «Сверхъестественный ужас в литературе» Лавкрафт высоко оценивает творчество Эверса, приводя его как пример немецкой литературы ужаса, а самого Эверса называет знатоком психологии. «Паука» же Лавкрафт и вовсе относит к классике жанра.
Для Михаэля Сенневальда зловещие стороны Кларимонды служат только для того, чтобы доставить читателю поверхностное и опьяняющее развлечение. По его мнению, она не является сверхъестественным демоническим пауком, а, как и Лилит, воплощает в себе могущественные силы эроса и либидо, что для некоторых может оказаться фатальным. Рассказ является выражением личности автора, а также некоторых литературных течений и популярных мотивов, в том числе, например, вампира, встретившего слабость декадентского человека, потерпевшего поражение перед лицом реальности. Литературный замысел был привлекателен для Эверса ещё и тем, что соответствовал его интересу к архаичным материнским культам. По мнению Сенневальда, «Паук» — это вклад Эверса в вампирский жанр периода Fin de siècle, которым он опирался на литературные традиции, перенеся события в современность большого города, и вместо дьявольски красивой женщины вообразил существо из тёмных царств кошмаров. В Кларимонде он представляет соблазнительницу, типологически восходящую к Клеопатре, Иродиаде, Диане и Сфинксу.
Рассказ был включён в многочисленные антологии, в том числе в англоязычную антологию «Creeps by Night: Chills and Thrills» Дэшила Хэммета. Отдельные мотивы новеллы были переосмыслены в романе Ролана Топора «Жилец» и в его киноверсии, снятой Романом Поланским.
По мотивам рассказа была написана песня «Дорога паука» рок-группы «Агата Кристи», вошедшая в альбом «Чудеса» 1998 года. Музыка и слова написаны Глебом Самойловым. Видеоклип на песню содержит кадры её исполнения группой, перемежающиеся титрами с цитатами из рассказа.